# Милован Шогоров
Милован Шогоров (Башаид, код Кикинде, 16. јун 1941 — Нови Сад, 15. јул 2020) био је друштвено-политички радник САП Војводине.

## Биографија
Рођен је 16. јуна 1941. у Башаиду, код Кикинде. Основну школу је завршио у родном месту, а средњу школу у Зрењанину. Даље школовање наставио је у Крагујевцу, где је завршио Вишу техничку школу, а потом је у Београду завршио Факултет организационих наука. Магистрирао је на Економском факултету у Суботици.
Од 1960. био је члан Савеза комуниста Југославије (СКЈ). Првих година био је активан у Савезу омладине Војводине, где је обављао разне дужности. Потом је од 1978. до 1982. био секретар Општинског комитета и председник Општинске конференције Савеза комуниста Зрењанина. На 17. покрајинској конференцији Савеза комуниста Војводине, априла 1982. изабран је за члана Покрајинског комитета, а на 18. покрајинској конференцији СК Војводине, априла 1986. изабран је за члана Председништва ПК СК Војводине и његовог секретара. Након истека двогодишњег мандата Ђорђа Стојшића, изабран је 25. априла 1988. за председника Председништва ПК СКВ.
По функцији председника Председништва ПК СКВ био је члан Председништва САП Војводине, Председништва ЦК СК Србије и Председништва ЦК СК Југославије. Иако је изабран на мандат од две године (до априла 1990) функцију председника Председништва ПК СКЈ напустио је 6. октобра 1988. када је под притиском „јогурт револуције” заједно са другим члановима Председништва ПК СКВ поднео оставку.
Након смењивања, био је више од годину дана без посла, а затим се запослио у привредном друштву Беофинекс из Београда, у коме је најпре радио као саветник, а потом директор све до пензионисања.
Умро је 15. јула 2020. у Новом Саду, где је и сахрањен на Градском гробљу.